# شجرة

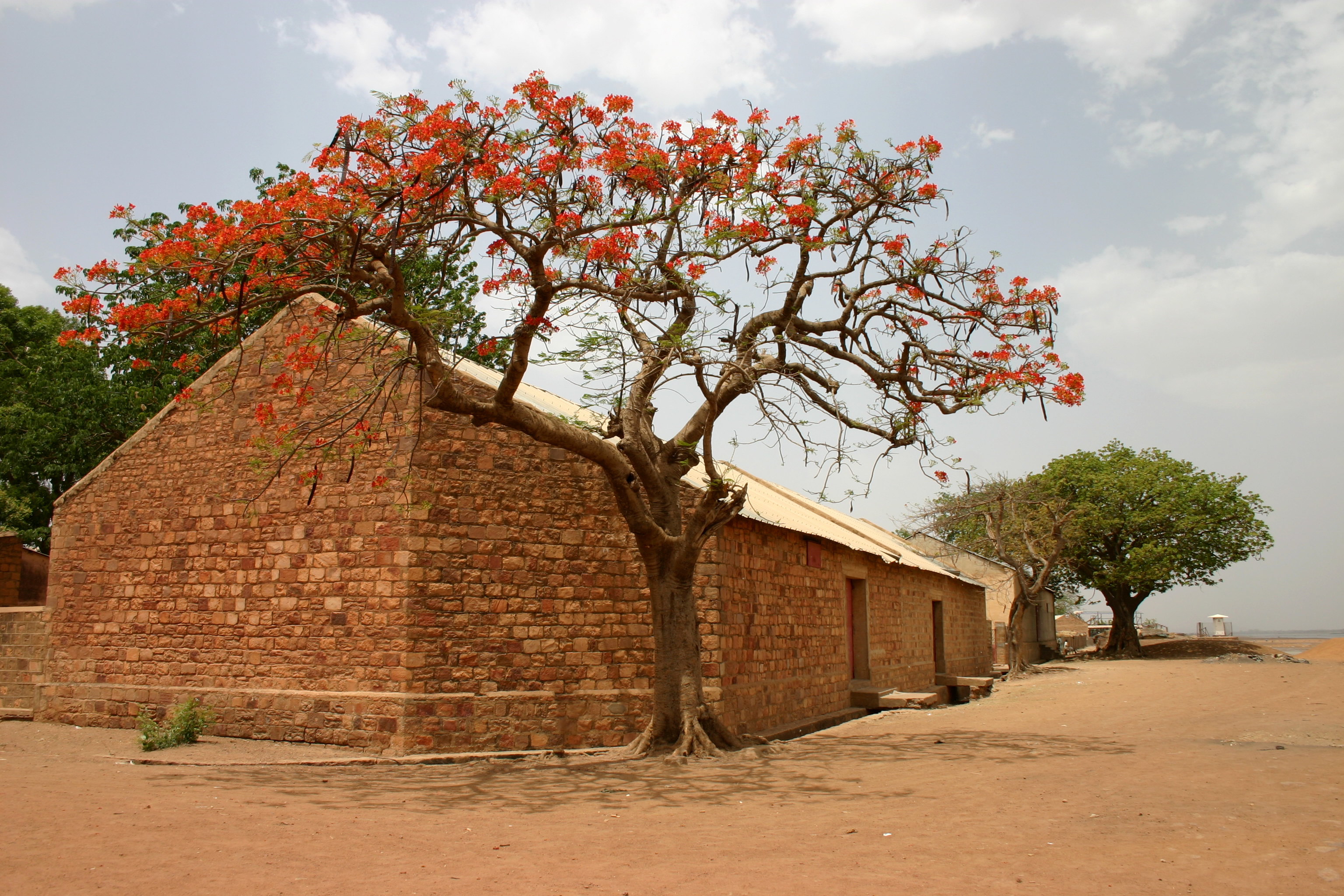
شجرة بونسيانا في مالي.

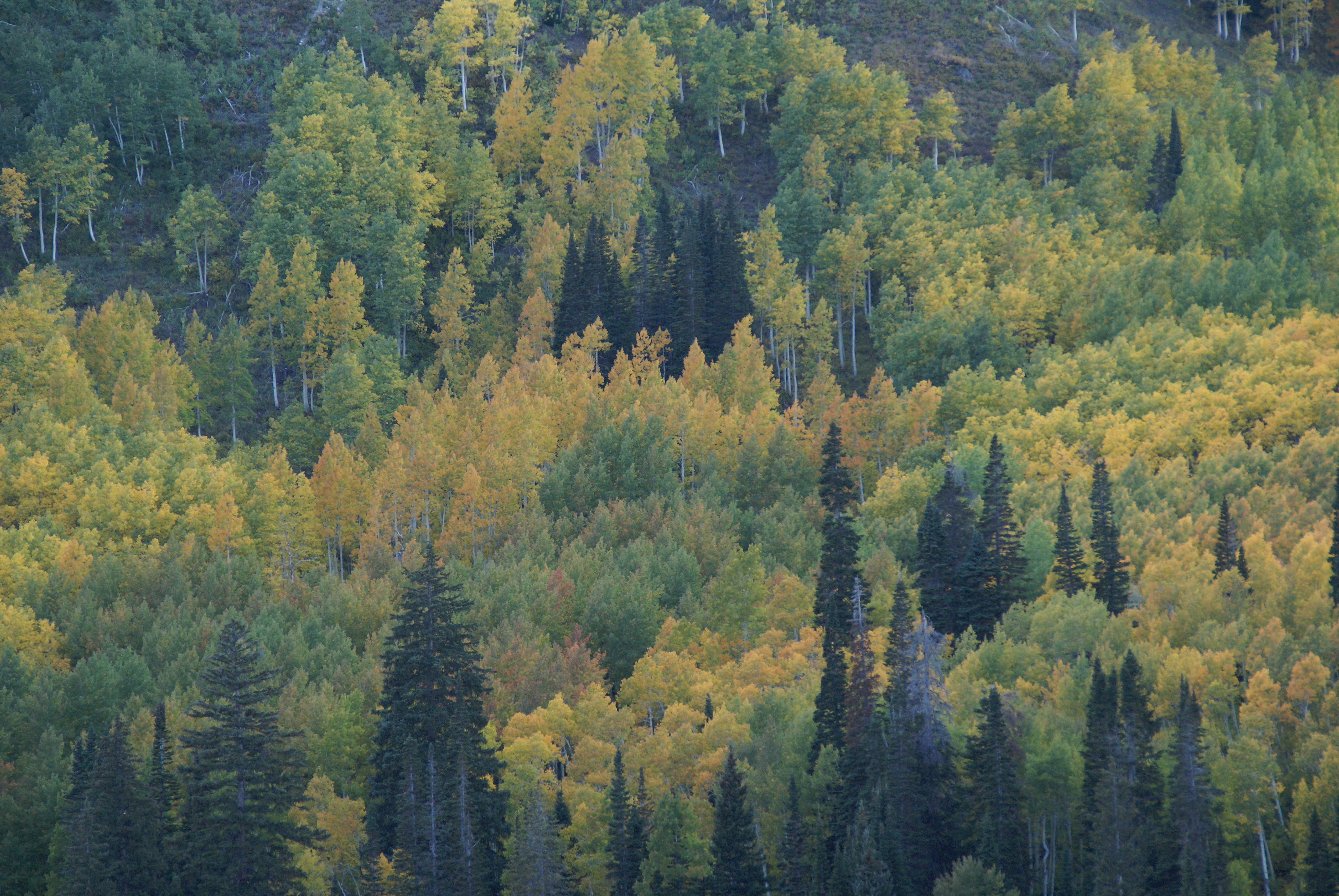
أشجار على جبل في شمال يوتا خلال مطلع الخريف

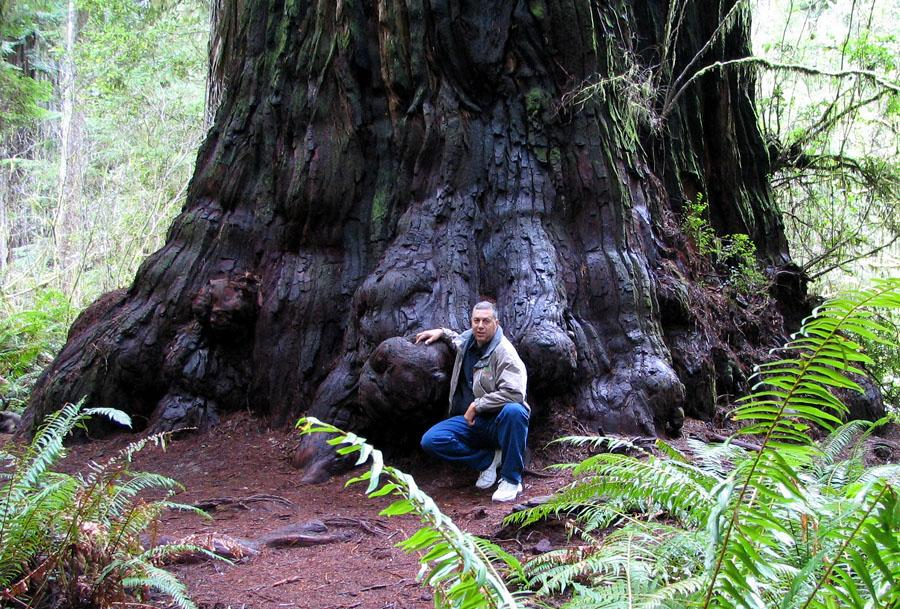
قاعدة جذع لشجرة خشب أحمر ساحلي في حديقة خشب أحمر جيديديا سميث: درب اكتشاف سيمبسون ريد، قرب كريسينت سيتي، كاليفورنيا

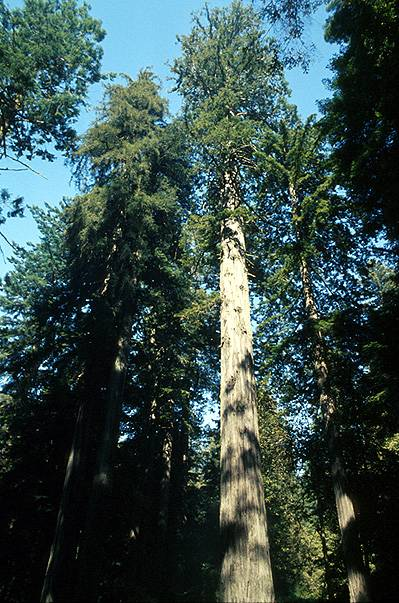
أطول فصائل الأشجار في العالم

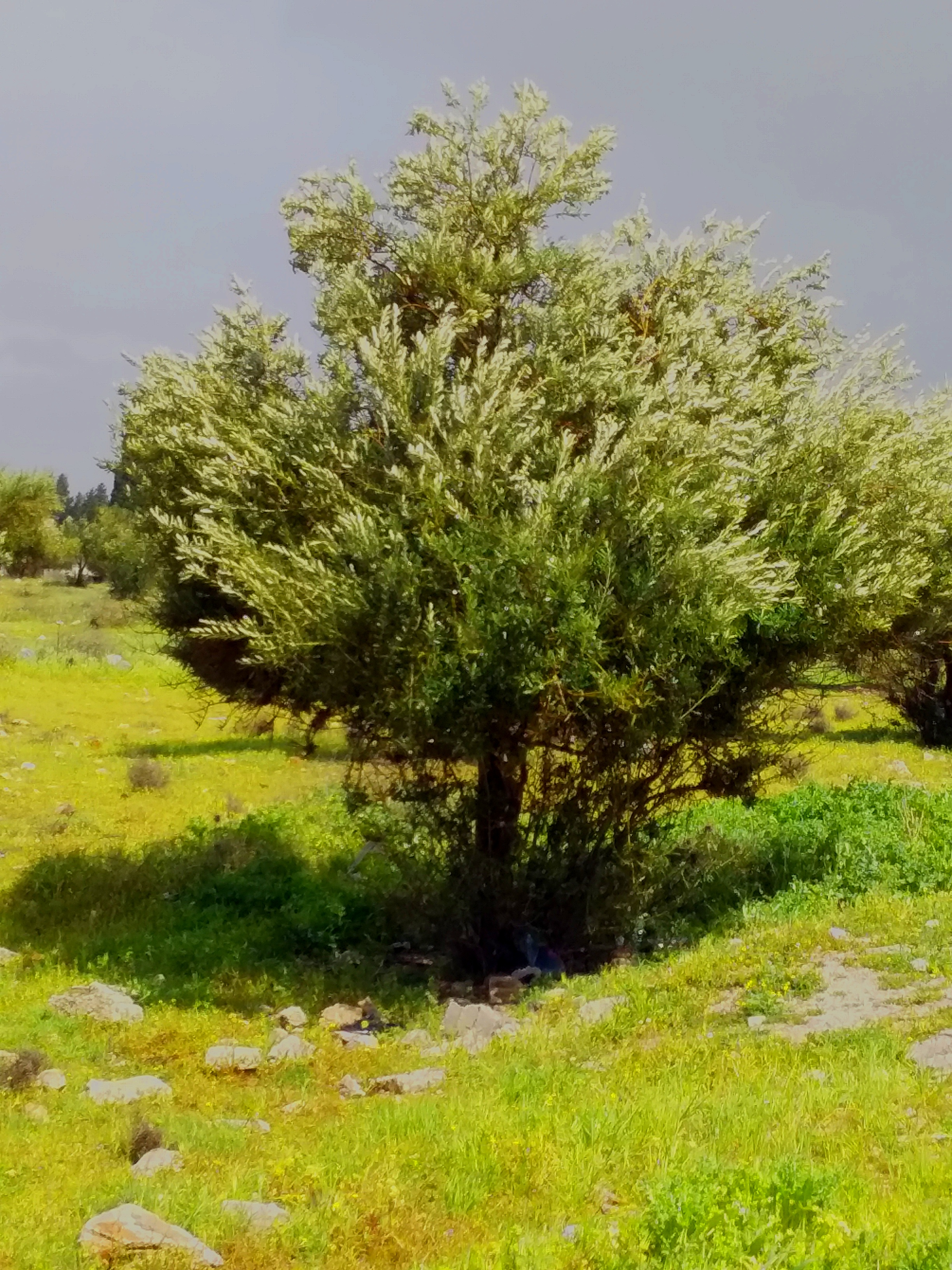
شجرة زيتون في سوريا

الشجر هو أحد أشكال الحياة النباتية، وينمو بشكل عام على اليابسة ويحتاج إلى كميات متفاوتة من الماء.
طبقا لعلم النبات، الشجرة هي نبات معمر ذو ساق أو جذع ممدود، وعادةً ما يدعم هذا الساق أو الجذع الفروع والأوراق، لكن في مواضع أخرى، قد يكون تعريف الشجرة أضيق، بحيث يحتوي فقط على النباتات الخشبية ذات النمو الثانوي والنباتات التي يمكن استخدامها كخشب أو النباتات التي تتجاوز ارتفاعا محددا، في التعريفات الأوسع، تعتبر أشجار النخيل الطويلة والسراخس والموز والخيزران أيضًا أشجارًا.
الأشجار ليست مجموعة تصنيفية واحدة بل تتكون من مجموعة واسعة من أنواع النباتات التي نمى لديها بشكل مستقل جذع وفروع كوسيلة للارتفاع فوق النباتات الأخرى للتنافس على ضوء الشمس، غالبية أنواع الأشجار هي كاسيات البذور أو الأخشاب الصلبة، أما البقية فالعديد منها عبارة عن عاريات البذور أو الأخشاب اللينة، تميل الأشجار إلى أن تكون طويلة العمر، حيث يصل عمر بعضها إلى عدة آلاف من السنين، الأشجار موجودة منذ 370 مليون سنة،
تتميز الأشجار بشكل عام عن بقية النباتات بوجود جذور وساق وفروع، وبكبر حجمها النسبي مقارنة مع النباتات الأخرى كالحشائش والطحالب. كما أن الأشجار متعددة الأحجام فمنها الكبيرة والصغيرة.
قدّر فريق أكاديمي أمريكي في عام 2015 أن هناك أكثر من 3 تريليونات شجرة، أي بمعدل 400 شجرة لكل شخص.
تحتوي الشجرة عادةً على العديد من الفروع الثانوية المدعومة بعيدًا عن الأرض بواسطة الجذع، يحتوي هذا الجذع عادةً على أنسجة خشبية للتدعيم وأنسجة وعائية لنقل المواد من أحد أجزاء الشجرة إلى الأجزاء الأخرى، معظم الأشجار تكون محاطة بطبقة من اللحاء تعمل كحاجز وقائي، أما تحت الأرض فتتفرع الجذور وتنتشر على نطاق واسع، إذ تعمل على تثبيت الشجرة واستخراج الرطوبة والمواد المغذية من التربة، فوق سطح الأرض تنقسم الفروع إلى فروع أصغر وبراعم، تحمل البراعم عادةً أوراقًا تلتقط الطاقة الضوئية وتحولها إلى سكريات عن طريق عملية التمثيل الضوئي، مما يوفر الغذاء لنمو الشجرة وتطورها.
تتكاثر الأشجار عادة باستخدام البذور.، قد تكون الزهور والفاكهة موجودة، لكن بعض الأشجار، مثل الصنوبريات، تحتوي بدلاً من ذلك على مخاريط حبوب اللقاح ومخاريط البذور، تنتج أشجار النخيل والموز والخيزران أيضًا بذورًا،
تلعب الأشجار دورًا مهمًا في الحد من تآكل التربة وتعديل المناخ، فهي تزيل ثاني أكسيد الكربون من الغلاف الجوي وتخزن كميات كبيرة من الكربون في أنسجتها كما توفر الأشجار والغابات موطنًا للعديد من أنواع الحيوانات والنباتات، تعد الغابات الاستوائية المطيرة من بين الموائل الأكثر تنوعًا بيولوجيًا في العالم، توفر الأشجار الظل والمأوى والأخشاب للبناء والوقود للطهي والتدفئة والفاكهة للطعام، بالإضافة إلى العديد من الاستخدامات الأخرى، في معظم أنحاء العالم تتقلص الغابات بسبب إزالة الأشجار لزيادة مساحة الأراضي المتاحة للزراعة، نظرًا لطول عمرها وفائدتها، كانت الأشجار تحظى دائمًا بالتبجيل، مع وجود بساتين مقدسة في مختلف الثقافات، كما أنها تلعب دورًا في العديد من الأساطير في العالم.

## التوزيع

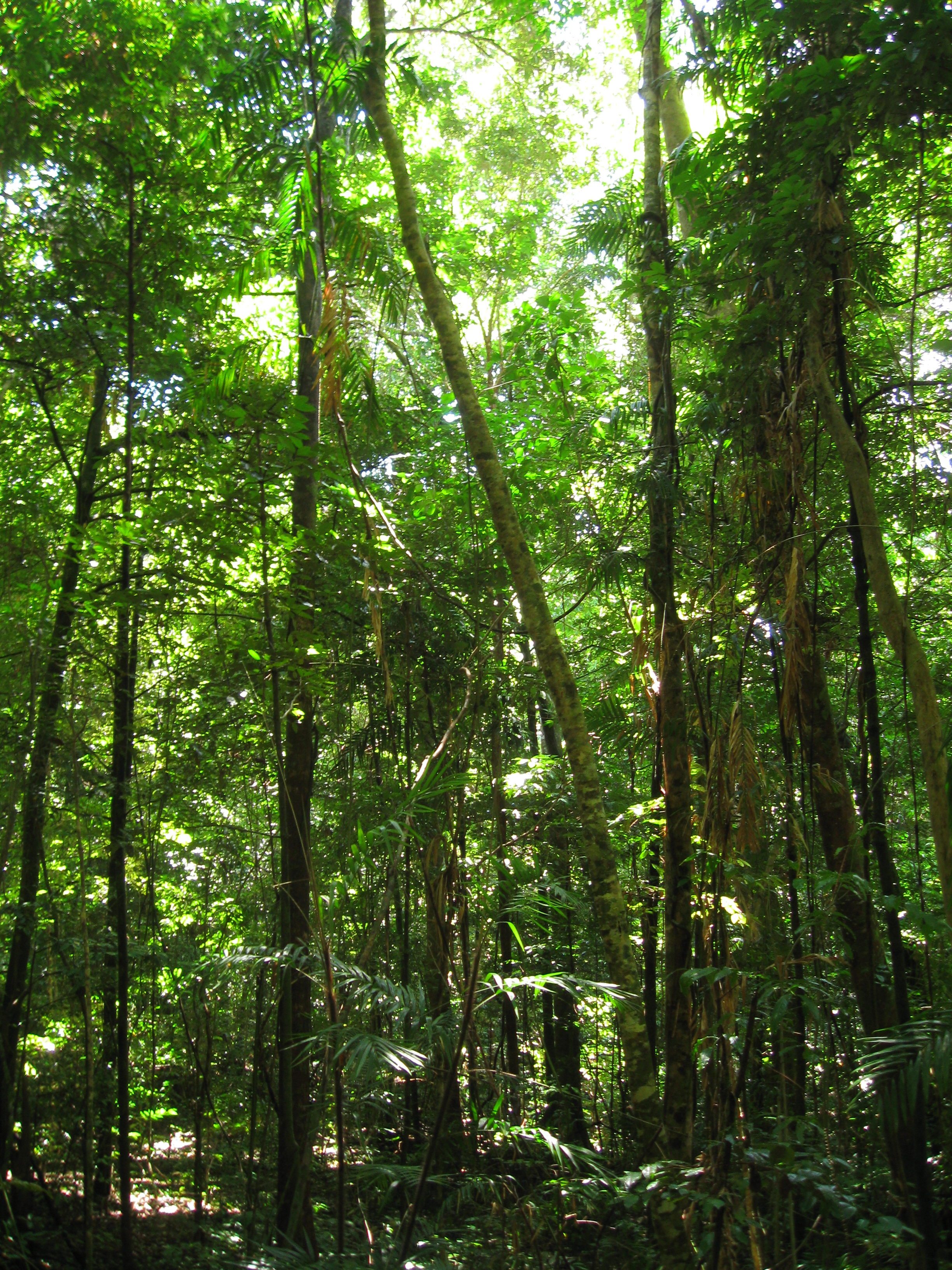
Daintree Rainforest

بلغ عدد الأشجار في العالم، وفقًا لتقدير عام 2015، قرابة 3.04 تريليون شجرة، منها 1.39 تريليون شجرة (46%) في المناطق الاستوائية أو المناطق شبه الاستوائية، و0.61 تريليون شجرة (20%) في المناطق ذات المناخ المعتدل، و0.74 تريليون شجرة (24%) في غابة التايغا. هذا التقدير أعلى بنحو ثماني مرات من التقديرات السابقة، ويستند إلى كثافة الأشجار المقاسة في أكثر من 400 ألف قطعة أرض. ويظل التقدير عرضة لهامش خطأ واسع، لأن معظم العينات في الغالب كانت من أوروبا وأمريكا الشمالية. يشير التقدير إلى أنه تُقطع حوالي 15 مليار شجرة سنويًا وتُزرع حوالي 5 مليارات شجرة. خلال 12000 عام منذ بداية الزراعة البشرية، انخفض عدد الأشجار في جميع أنحاء العالم بنسبة 46%. يوجد ما يقرب من 64,100 نوعاً معروفاً من الأشجار في العالم. تتمتع أمريكا الجنوبية بأعلى تنوع بيولوجي بنسبة 43% من جميع أنواع الأشجار، تليها أوراسيا (22%)، وأفريقيا (16%)، وأمريكا الشمالية (15%)، وأوقيانوسيا (11%).
في البيئات المناسبة، مثل غابة دينتري المطيرة في كوينزلاند، أو الغابات المختلطة كغابات المعلاقة والغابات المعتدلة عريضة الأوراق والمختلطة في جزيرة أولفا (نيوزيلندا)، تكون الغابات مستقرة بشكل أو بآخر في نهاية سلسلة النباتات، حيث تستعمر النباتات الأطول المناطق المفتوحة مثل الأراضي العشبية، والتي بدورها تفسح المجال للأشجار التي تشكل في النهاية مظلة غابة.

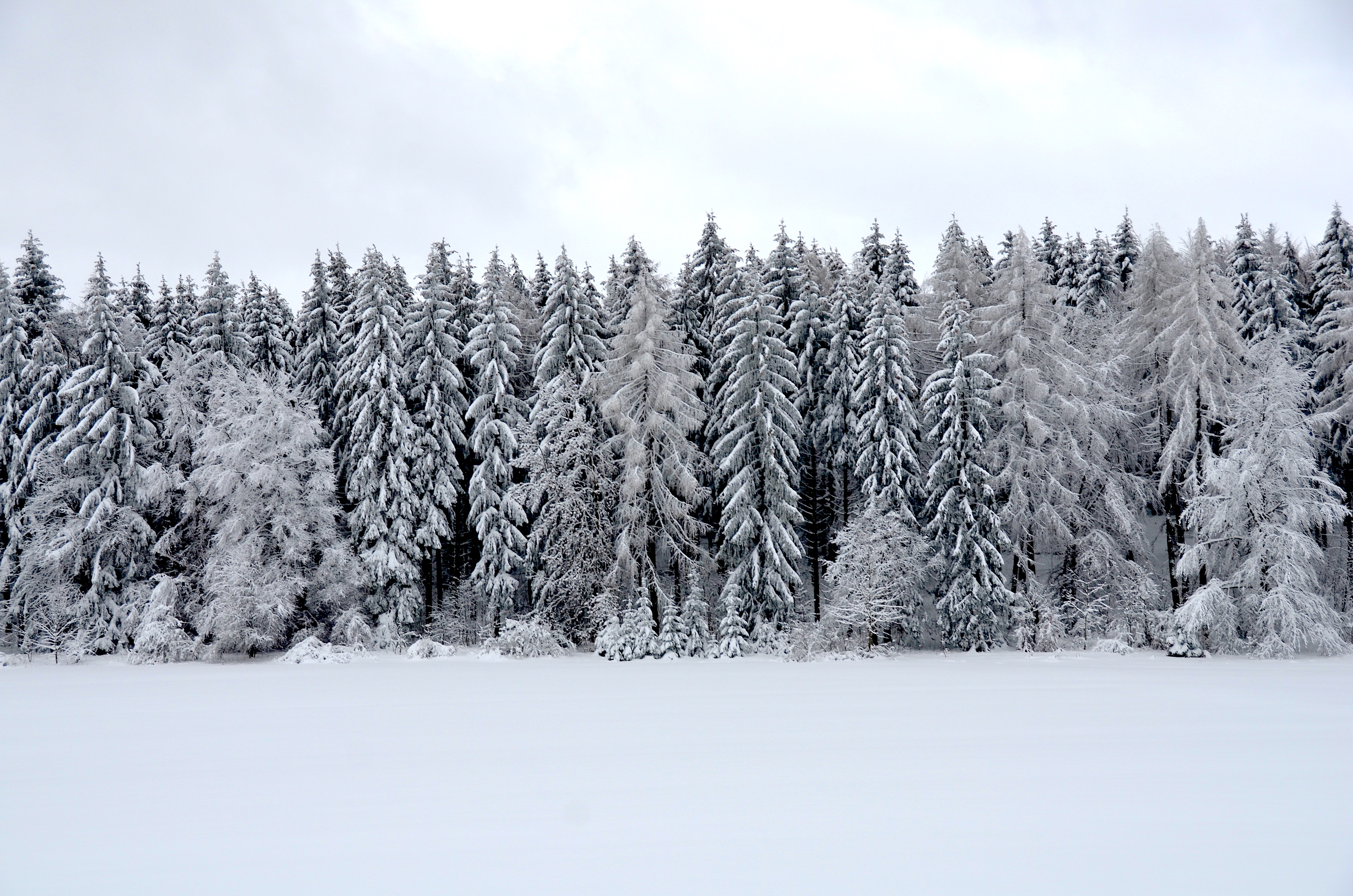
الصنوبريات في جبال الألب سوبيا

في المناطق معتدلة المناخ، غالباً ما تسود الصنوبريات؛ ويتوزع على نطاق واسع في أقصى شمال نصف الكرة الشمالي التايغا الرطبة أو الغابة الصنوبرية الشمالية. تعتبر غابة تايغا أكبر تجمع أحيائي في العالم، إذ تشكّل 29% من الغطاء الحُرجي في العالم. الشتاء الطويل البارد في أقصى الشمال غير مناسب لنمو النباتات ويجب أن تنمو الأشجار بسرعة في موسم الصيف القصير عندما ترتفع درجات الحرارة وتكون الأيام طويلة. الضوء محدود للغاية تحت غطائها الكثيف وقد تكون الحياة النباتية على أرض الغابة قليلة، على الرغم من أن الفطريات قد تكثر فيها. توجد غابات مماثلة في الجبال حيث يتسبب الارتفاع في انخفاض متوسط درجة الحرارة وبالتالي تقليل طول موسم النمو.
حيثما يتساوى الهطول المطري عبر الفصول نسبياً في المناطق المعتدلة، تتواجد الغابات ذات الأشجار عريضة الأوراق والمختلطة وتتميز بأنواع البلوط والزان والبتولا والقيقب. توجد أيضًا غابات معتدلة في نصف الكرة الجنوبي، كما هو الحال في غابات شرق أستراليا المعتدلة، والتي تتميز بغابات "الأوكالبتوس" وغابات الأكاسيا المفتوحة.
في المناطق الاستوائية ذات المناخ المداري الموسمي أو المناخ شبه  الموسمي، حيث يتغيّر الطقس في السنة من فترة جفاف إلى فترة رطبة كما هو الحال في غابة الأمازون، تهيمن أنواع مختلفة من الأشجار عريضة الأوراق على الغابة، بعضها نفضي. في المناطق الاستوائية التي تتميز بالسافانا الجافة وعدم كفاية الهطول المطري لدعم الغابات الكثيفة، لا تكون المظلة مغلقة، ويصل الكثير من أشعة الشمس إلى الأرض المغطاة بالعشب والشجيرات. يتكيّف السنط والتبلدي بشكلٍ جيد للعيش في مثل هذه المناطق.

## عملية التغذية والهضم
تقوم الأشجار وبقية النباتات بعملية حيوية تسمى التمثيل الضوئي أو(البناء الضوئي)، والعناصر الضرورية لنمو الأشجار (والنباتات عموماً) هي الماء والضوء وثاني أكسيد الكربون والبلاستيدات الخضراء.

## عملية النقل
عن طريق نسيج الخشب يتم نقل الماء إلى أجزاء الشجرة و(النباتات عموماً) إلى أعلى أي من الجذر إلى الساق إلى الورقة أي أنه يسير في اتجاه واحد، وهناك ثلاث فرضيات مقترحه لتفسير نقل الماء وارتفاعه في الأشجار المرتفعة الطول وهذه الفرضيات هي:
1- الخاصية الشعرية
2- الضغط الجذري
3- قوى التماسك والتلاصق
وتنقي الهواء
وعن طريق نسيج اللحاء يتم نقل الغذاء الجاهز وهو عبارة عن نواتج عملية التمثيل الضوئي، يتم نقل الغذاء الجاهز إلى أسفل أي من الورقة إلى الساق إلى الجذر وقد يتحرك في جميع الاتجاهات حسب الظروف.

## عملية التنفس وتبادل الغازات
يتصور البعض أن الأشجار تقوم بأخذ ثاني أكسيد الكربون وطرح الأكسجين فقط وهذا اعتقاد باطل، فالأشجار و(النباتات عموماً) تقوم بأخذ ثاني أكسيد الكربون وطرح (الأكسجين) ليلاً ونهاراً وفي الوقت نفسه تقوم بعملية البناء الضوئي.
ولما كانت عملية البناء الضوئي أسرع من التنفس فإن الناتج الصافي بالنسبة للغازات المتبادلة هو أخذ ثاني أكسيد الكربون وطرح الأكسجين:
ومن التراكيب الخاصة لتبادل الغازات في الأشجار البرية:
*الثغور: وهي عبارة عن فتحات تصل ما بين النسيج الداخلي للورقة والوسط الخارجي، ويحاط كل ثغر بخليتين حارسيتين تحتويان على البلاستيديات الخضراء، وتعمل الخليتان الحارستان على تنظيم فتح الثغر وإغلاقه، فإذا امتلأت هاتان الخليتان بالماء فتح الثغر وإذا خرج الماء أقفل الثغر
*العديسات: وهي فتحات توجد في الأشجار ذات السيقان الصلبة في الطبقة الخارجية وتقوم بوظيفة تبادل الغازات.
*الجذور: تقوم بعملية تبادل الغازات حيث أن الغازات يمكن لها أن تنتشر من خلال الأغشية الرطبة للشعيرات الجذرية.

## عملية الإخراج

### التخلص من الفضلات الصلبة
إن سبب الفضلات هو عملية التمثيل الغذائي ولكن نظراً لأن الأشجار تعتمد على المواد الكربوهيدراتيه وليس على المواد البروتينية ولأن عملية الأيض في الأشجار أبطأ منها في الحيوان فهي لا تسبب ضررا على خلايا الأشجار لذا فإن الفضلات تستطيع أن تتجمع في خلايا الأشجار ثم تتخلص منها مرة واحدة كجزء من دورة الحياة التي تمر بها الأشجار.
كما ان الأشجار تتخلص من الفضلات بعدة طرق تختلف حسب نوع الأشجار.